# Morellia concacata
Morellia concacata är en tvåvingeart som beskrevs av Pamplona 1986. Morellia concacata ingår i släktet Morellia och familjen husflugor. Inga underarter finns listade i Catalogue of Life.